# Tasiocerellus
Tasiocerellus es un género monotípico de dípteros nematóceros perteneciente a la familia Limoniidae. Su única especie: Tasiocerellus kandyensis, se distribuye por Sri Lanka.